# Шитре
Шитре (фр. Chitray) насеље је и општина у централној Француској у региону Центар (регион), у департману Ендр која припада префектури Блан.
По подацима из 2011. године у општини је живело 167 становника, а густина насељености је износила 8,38 становника/km². Општина се простире на површини од 19,94 km². Налази се на средњој надморској висини од 98 метара (максималној 152 m, а минималној 87 m).

## Демографија
| 1962. | 1968. | 1975. | 1982. | 1990. | 1999. | 2011. |
| ----- | ----- | ----- | ----- | ----- | ----- | ----- |
| 209   | 248   | 222   | 191   | 167   | 143   | 167   |

График промене броја становника у току последњих година